# Покровское сельское поселение (Яковлевский район)
Покровское се́льское поселе́ние — сельское поселение в Яковлевском районе Приморского края.
Административный центр — село Покровка.

## История
Статус и границы сельского поселения установлены Законом Приморского края от 6 декабря 2004 года № 188-КЗ «О Яковлевском муниципальном районе»

## Население
| 2001 | 2010 | 2011 | 2012 | 2013 | 2014 | 2015 |
| ---- | ---- | ---- | ---- | ---- | ---- | ---- |
| 1088 | ↘854 | ↘849 | ↘834 | ↘808 | ↘799 | ↘790 |
| 2016 | 2017 | 2018 | 2019 | 2020 | 2021 |      |
| ↘783 | ↘767 | ↘765 | ↘751 | ↘706 | ↘574 |      |

## Состав сельского поселения
В состав сельского поселения входят 3 населённых пункта:
| № | Населённый пункт | Тип населённого пункта       | Население |
| - | ---------------- | ---------------------------- | --------- |
| 1 | Минеральное      | село                         | ↘287      |
| 2 | Покровка         | село, административный центр | ↗462      |
| 3 | Рославка         | село                         | ↘2        |

## Местное самоуправление
Администрация
Адрес: 692361, с. Покровка, ул. Центральная, 36. Телефон: 8 (42371) 95-2-45
Глава администрации
- Уськова Зинаида Ивановна